# Ferdinand Riefenstahl
Ferdinand Riefenstahl (* 28. Februar 1826 in Münster; † 21. Mai 1870 in Wesel) war ein deutscher Jurist und Parlamentarier.

## Leben
Riefenstahl studierte an der Schlesischen Friedrich-Wilhelms-Universität Breslau und der Rheinischen Friedrich-Wilhelms-Universität Rechtswissenschaft. Er wurde Mitglied des Corps Marchia Breslau und anschließend 1846 des Corps Saxonia Bonn. Nach dem Studium schlug er die Richterlaufbahn ein. Von 1856 bis 1862 war Kreisrichter an der Kreisgerichtskommission in Haigerloch. Im Herbst 1862 wechselte er als Kreisrichter an das Kreisgericht Hechingen. Am 1. April 1868 ließ er sich als Rechtsanwalt am Kreisgericht in Wesel nieder und wurde zugleich Notar im Departement des Appellationsgerichts Hamm mit Residenzpflicht in Wesel.
Riefenstahl vertrat 1862–1866 als Abgeordneter  den Wahlkreis Hohenzollern im Preußischen Abgeordnetenhaus. Er gehörte der Fraktion der Deutschen Fortschrittspartei an. Er war verheiratet mit Katharina geb. Lagemann und starb mit 44 Jahren.

## Auszeichnungen
- Ernennung zum ersten Ehrenbürger der Stadt Haigerloch, 1862